# Fisher College
Fisher College es una universidad privada estadounidense ubicada en Boston, Massachusetts.

## Historia
Se fundó en 1903 por Myron C. Fisher y Edmund H. Fisher con el nombre de Winter Hill Business College. En 1910 cambió de denominación a Fisher Business College, y posteriormente Fisher Business School (1935–1944), Fisher School (1944–1952), Fisher Junior College (1952–1957) y el actual de Fisher College. El campus original se situaba en Somerville, y no fue hasta 1939 que se trasladó a su ubicación actual en la calle Beacon. En los años 1940 se dividió en dos instituciones, una masculina y otra femenina, y en 1998 volvió a la coeducación.

## Deportes
Fisher compite en la National Association of Intercollegiate Athletics.